# Nateahailivka, Pereiaslav-Hmelnițki
Nateahailivka (în ucraineană Натягайлівка) este un sat în comuna Polohî-Verhunî din raionul Pereiaslav-Hmelnițki, regiunea Kiev, Ucraina.

## Demografie
Componența lingvistică a localității Nateahailivka
     Ucraineană (99,39%)
     Alte limbi (0,61%)
Conform recensământului din 2001, majoritatea populației localității Nateahailivka era vorbitoare de ucraineană (99,39%), existând în minoritate și vorbitori de alte limbi.